# Ольгопільський повіт
Ольгопільський повіт — історична адміністративно-територіальна одиниця Подільської губернії.
У 1795-96 роках існував Ольгопільський повіт у складі Вознесенського намісництва.
Утворений у складі Подільської губернії 1812 року. Повітовий центр — містечко Ольгопіль (до 1922), Бершадь (з 1922).

## Розташування
На заході повіт межував з Ямпільським, на північному заході — Брацлавським, північному сході — Гайсинським, півдні — Балтським повітами Подільської губернії і на південному заході з Бессарабською губернією.

## Населення
За першим загальним переписом населення Російської імперії 1897 року в повіті проживало 284 253 мешканців. З них 81,61 % — українці, 11,45 % — євреї, 2,22 % — росіяни, 1,52 % — поляки, 2,86 % — молдовани.

## Склад
Станом на 1885 рік налічував 111 сільських громад, 175 поселення у 12 волостях. Населення — 190 912 осіб (95102 чоловічої статі та 95810 — жіночої), 23 165 дворових господарства.
Загальний розподіл землі повіту за формою власності був такий:
|                     | Площа, десятин | У тому числі орної, дес. |
| ------------------- | -------------- | ------------------------ |
| Сільських громад    | 152470         | 116171                   |
| Приватної власності | 159206         | 81233                    |
| Надільної власності | 8216           | 3445                     |
| Казенної власності  | 389            | —                        |
| Іншої власності     | 6168           | 4358                     |
| Загалом             | 326449         | 205207                   |

У повіті було 9 містечок і 102 сільських поселення, не рахуючи дрібних. Поділявся на 12 волостей: Бершадська, Демівська, Кам'янська, Лузька, М'ястківська, Ободівська, Піщанська, П'ятківська, Рашківська, Устянська, Чоботарська, Чечельницька та місто Ольгопіль з передмістями Гнила Слобода, Загора, Мацьківка, Панічна, Піски.

## Сучасність
Більша частина території колишнього повіту в межах України, невелика частина - колишні Кам'янська (окрім сіл Болган та Трибусівка) та Рашківська волості (окрім сіл Баштанків, Олексіївка, Загнітків) в межах Молдови.

## Люди
- Геронім Собанський — маршалок повіту, учасник антиросійського повстання, чоловік музи Олександра Пушкіна Кароліни Собанської з Жевуських.[3]